# Liste der Monuments historiques in Prix-lès-Mézières
Die Liste der Monuments historiques in Prix-lès-Mézières führt die Monuments historiques in der französischen Gemeinde Prix-lès-Mézières auf.

## Liste der Immobilien
| Bezeichnung | Beschreibung                                                                                 | Standort                    | Kennzeichnung | Schutzstatus | Datum | Bild           |
| ----------- | -------------------------------------------------------------------------------------------- | --------------------------- | ------------- | ------------ | ----- | -------------- |
| Farbmühle   | 1834 als Getreidemühle erbaut, ab 1859 Farbmühle; mit Taubenturm und wasserbaulichen Anlagen | 40, 57 rue du Moulin (Lage) | PA00135301    | Inscrit      | 1995  | weitere Bilder |